# Paulo Ramos
Paulo Ramos là một đô thị thuộc bang Maranhão, Brasil. Đô thị này có diện tích 927,317 km², dân số năm 2007 là 14893 người, mật độ 16,06 người/km².